# مايرون جاكسون
مايرون جاكسون (6 مايو 1964 في الولايات المتحدة - ) (بالإنجليزية: Myron Jackson)‏ هو لاعب كرة سلة أمريكي في مركزي مدافع مسدد الهدف وهجوم خلفي. لعب مع دالاس مافيريكس.

## وصلات خارجية
- مايرون جاكسون على موقع إن بي أي (الإنجليزية)
- مايرون جاكسون على موقع سبورتس رفرنس (الإنجليزية)
- مايرون جاكسون على موقع كلية كرة السلة في سبورتس رفرنس.كوم (الإنجليزية)
- مايرون جاكسون على موقع ريلجم (الإنجليزية)
- مايرون جاكسون على موقع بروبوليرز (الإنجليزية)